# 辉县文庙
辉县文庙位于中华人民共和国河南省新乡市辉县市，始建于唐朝，曾为辉县的文庙和县学。现存棂星门、大成门、大成殿等清代建筑，位于辉县市第一初级中学院内，在2000年6月被公布为第三批河南省文物保护单位。

## 历史
辉县文庙始建年代约为唐贞观年间（627-649年），辉县文庙于元、明、清三代多次增建修葺，据清光绪二十一年《辉县志》，有记载的增修就有至元十三年（1276年）、至治二年（1322年）、至顺三年（1332年）、洪武九年（1376年）、天顺二年（1458年）、弘治八年（1495年）、嘉靖七年（1528年）、隆庆四年（1570年）、万历六年（1578年）、十四年（1586年）、顺治九年（1652年）、十二年（1655年）、康熙十九年（1680年）、三十六年（1697年）、雍正六年（1728年）、乾隆十三年（1748年）、十五年（1750年）、二十一年（1756年）、五十九年（1794年）、道光四年（1824年）、十四年（1834年）等二十余次。

## 现存建筑
辉县文庙现存棂星门、泮池、大成门、大成殿、敬一亭、西庑、西官厅等清代建筑。棂星门四柱三间，小八角形石柱，中间两柱通高6.67米。泮池上有青石单拱小桥。大成门面阔三间，进深一间，单檐悬山顶。大成殿面阔五间，进深三间，单檐歇山式，覆琉璃筒瓦屋顶，檐下施五踩斗拱。

## 图集

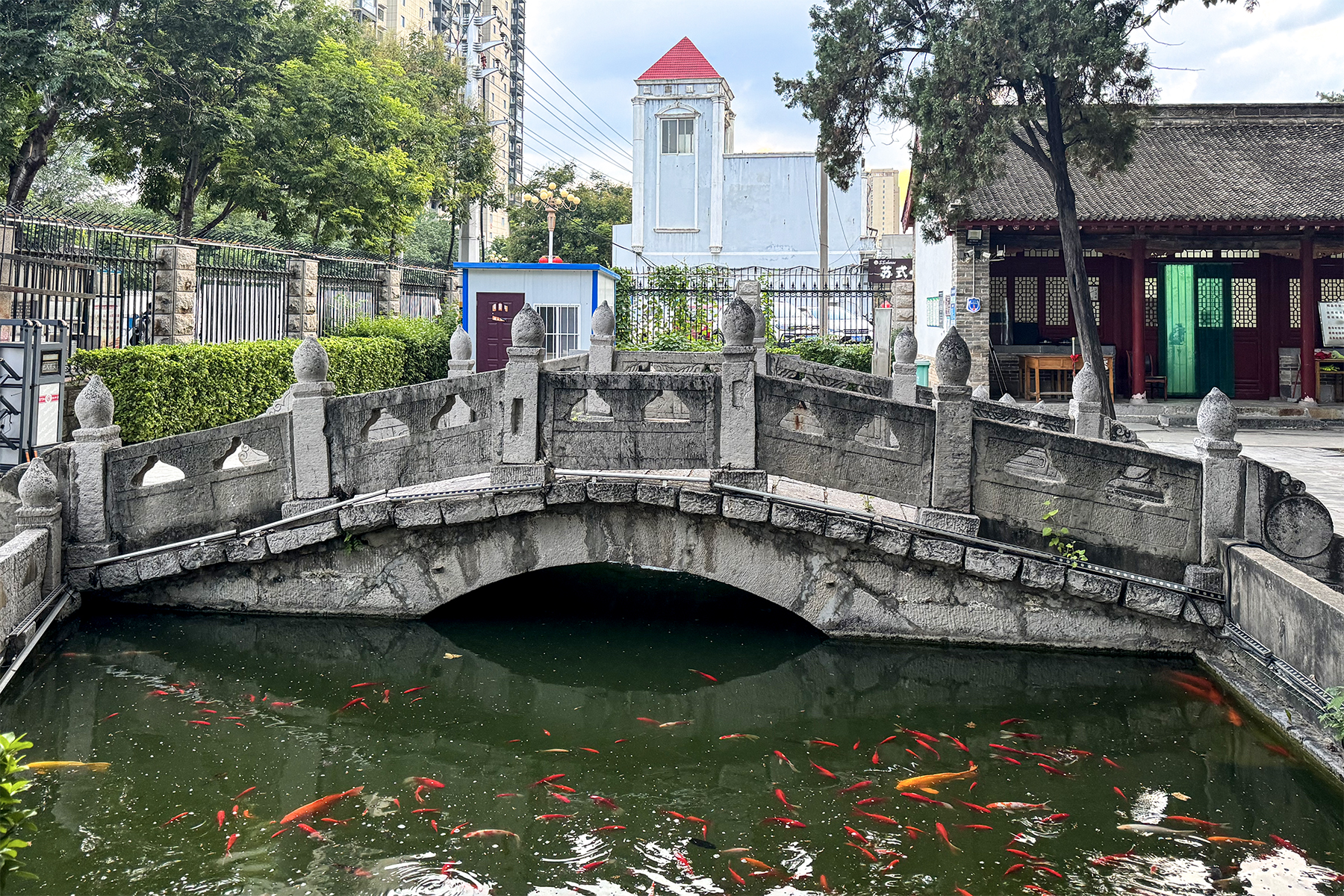
泮桥
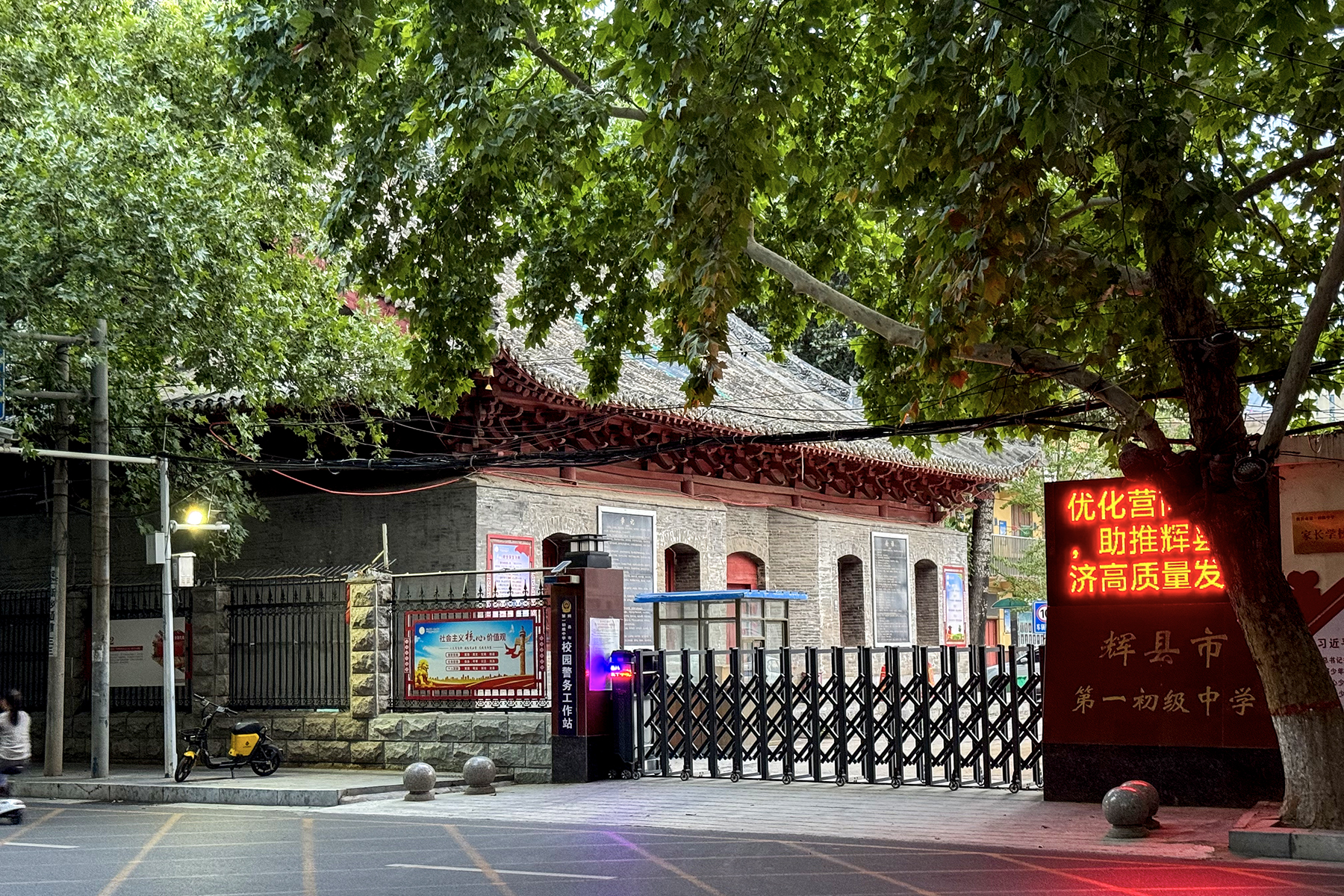
位于辉县市第一初级中学院内的大成殿